# ЯГ-6
ЯГ-6 — советский тяжёлый грузовой автомобиль грузоподъёмностью 5 тонн, выпускавшийся на Ярославском государственном автозаводе с 1936 по 1943 год.

## Общие сведения
ЯГ-6 представлял собой вариант выпускавшегося ранее на том же заводе грузовика ЯГ-4. Отличие состояло в изменении габаритных размеров: ширина (2500 мм против 2460 мм у ЯГ-4), колея передних (1780 мм против 1750 мм) и задних колёс (1860 мм против 1784 мм), так же доработки узлов и деталей, всего 270 изменений. В остальном грузовой автомобиль оставался без существенных изменений. Конечно, конструкция восходящая к 1920-м годам, основанная на модели Я-5, к середине 1930-х годов окончательно устарела, а слабосильный для тяжёлого грузовика мотор ЗИС-5 делал ЯГ-6 довольно тихоходным, особенно при максимальной нагрузке. Однако Ярославский завод собственного моторного производства не имел, а никакой альтернативы, после отказа от импорта двигателей, не было. Тем не менее, острая необходимость в тяжёлых 5-тонных грузовиках, импорт которых в СССР с первой половины 1930-х годов резко сократился, требовала от завода продолжать выпуск автомобилей архаичной конструкции.
С середины 1930-х годов на заводе началась работа над новым поколением грузовиков (ЯГ-7), были построены опытные образцы, но серийное производство так и не было начато. Чтобы хоть как-то повысить характеристики выпускаемой модели ЯГ-6 в 1938 году были закуплены 50 штук двигателей Hercules-YXC-B американского производства и установлены на ярославские грузовики. Эти грузовики получили обозначение ЯГ-6М. Также в 1940 году на 16 автомобилей были установлены форсированные двигатели ЗИС-16 мощностью в 85 л. с., они получили обозначение ЯГ-6А.
Производство ЯГ-6 продолжалось до 1943 года, когда были собраны последние 30 автомобилей, пока завод не был переориентирован на выпуск гусеничных артиллерийских тягачей. С началом Великой Отечественной войны начались серьёзные перебои с поставками двигателей ЗиС. По этой причине был разработан вариант ЯГ-9 с американским двигателем GMC. Но поставки двигателя не были организованы, поэтому остался только один образец.
С 1936 по 1943 годы было построено 8075 единиц.

## Технические характеристики
- Кузов: деревянная платформа с откидными бортами
- Колёсная формула: 4 × 2
- Рабочий объём двигателя: 5,56 л
- Число цилиндров: 6
- Степень сжатия: 4,7
- Номинальная мощность: 73 л. с. при 2300 об/мин
- Масса пустого автомобиля: 4670 кг без шофёра (4750 кг с шофёром)
- Грузоподъёмность: 5000 кг
- Максимальная скорость: 42 км/ч
- Расход топлива: 43,5 л на 100 км
- Годы выпуска: 1936—1943

## Сохранившиеся экземпляры

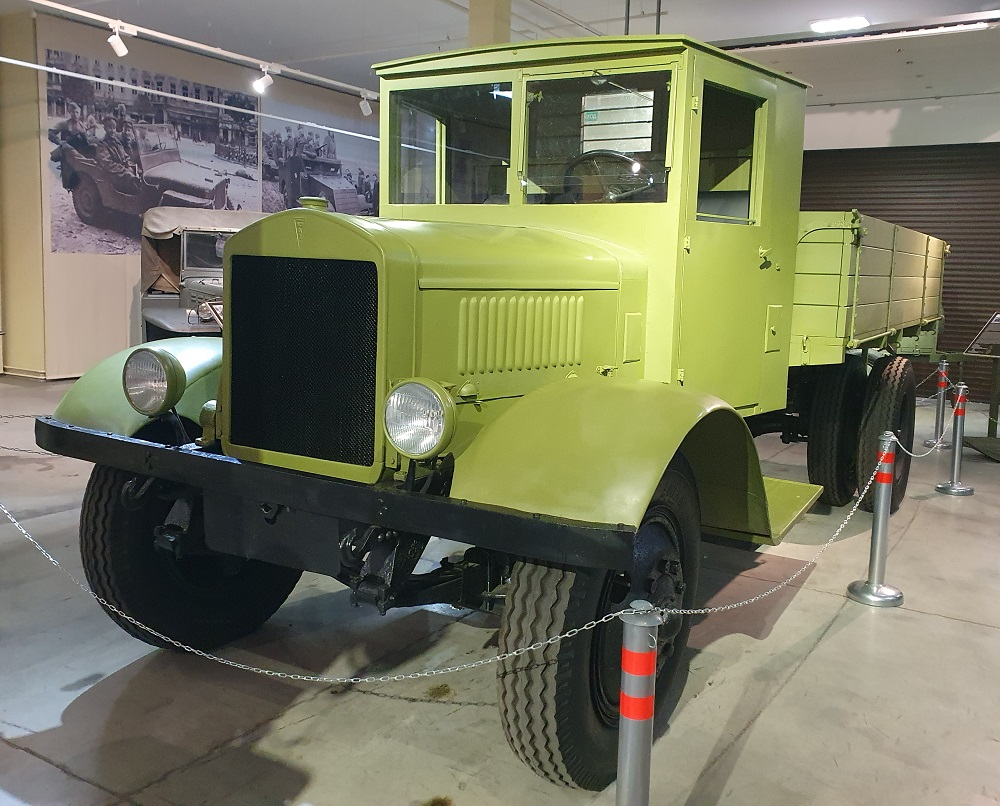
ЯГ-6 в Музее отечественной военной истории в Падиково

- Россия — Музей отечественной военной истории в Падиково. Тяжёлый грузовик ЯГ-6 полностью отреставрирован[1].